# 马克斯·贡佩尔
马克斯·贡佩尔（瑞典語：Max Gumpel，1890年4月23日—1965年8月3日），瑞典男子游泳、水球运动员。他曾代表瑞典参加1908年、1912年和1920年夏季奥林匹克运动会，共获得一枚银牌和一枚铜牌。